# Menhir de la Petite-Roche
Le menhir de la Petite-Roche, ou « menhir du Champ-de-la-Pierre », est un menhir situé entre la Grande et la Petite-Roche, sur la commune déléguée de Saint-André-Treize-Voies, à Montréverd, dans le département de la Vendée et la région des Pays-de-la-Loire.

## Description
Le menhir est classé au titre des Monuments historiques par arrêté du 12 juillet 1989.
C'est un bloc monolithique en quartzite d'une hauteur de 2,70 m, large de 2 m et épais de 1,15 m. Selon l'abbé Baudry, trois autres petits menhirs renversés étaient visibles aux alentours près du ruisseau de l’Ognon.
Ces menhirs ont donné leur nom à la seigneurie de la Grande-Roche, berceau de la famille de La Roche-Saint-André.

## Odonymie
L’impasse du Menhir et celle de la Pierre-Levée, deux voies sans issue de Montréverd, rappellent la présence du menhir de la Petite-Roche dans le hameau de la Grande-Roche, situé à proximité du monolithe.